# Captain Britain
Pour les articles homonymes, voir Britain.
Brian Braddock, alias Captain Britain est un super-héros évoluant dans l'univers Marvel de la maison d'édition Marvel Comics. Créé par le scénariste Chris Claremont et le dessinateur Herb Trimpe, le personnage de fiction apparaît pour la première fois dans le comic book Captain Britain Weekly #1 en octobre 1976. 
Cette bande dessinée a été spécialement créée pour le marché britannique, dans le but d'avoir un équivalent à Captain America au Royaume-Uni. Le personnage est ensuite inclus dans le reste de l'univers Marvel et apparaît rapidement dans des séries publiées aux États-Unis. Au fil des années, de nombreux auteurs ont utilisé le personnage, notamment Chris Claremont, Alan Davis, Alan Moore et Jamie Delano.
Après l'annulation de sa série, le personnage devient le leader de l'équipe de super-héros Excalibur. Il est ensuite membre des Vengeurs Secrets, l'équipe d'espions dirigée par Œil-de-faucon,.

## Biographie du personnage

### Origines

Un des logos de la série Captain Britain.

Fils d'une riche famille anglaise, Brian Braddock est très lié à sa sœur jumelle Elizabeth et à son frère aîné Jamie. Comptant devenir physicien, à la mort de ses parents dans un accident, il travaille au centre de recherche nucléaire de Darkmoor.
Quand le centre est attaqué par des terroristes, Brian est mortellement blessé dans sa fuite à moto. C'est alors que Merlyn et Roma, deux êtres extra-dimensionnels vivant au royaume mythique d'Avalon, apparaissent devant lui et lui demandent de faire un choix : l'Amulette du Droit ou l’Épée du Pouvoir. Ne se sentant pas l'âme d'un guerrier, Brian choisit l'amulette et est alors bombardé d’énergie mystique, ce qui le transforme en Captain Britain, le héros de son pays chargé de défendre la Terre-616.

### Parcours
Au début de sa carrière, Captain Britain rencontre des problèmes avec l'officier Thomas et l'agence S.T.R.I.K.E., opposés aux actions des super-héros. Il découvre ensuite que ses parents ont été assassinés par une intelligence artificielle, Mastermind (en) et devient un grand ennemi de Slaymaster (en).
Lors d'un voyage universitaire à New York, il se retrouve allié à Spider-Man après avoir été capturé par le super-vilain Arcade. Le duo est le premier à survivre au Murderworld d'Arcade.
Après avoir été agressé mentalement par un démon nommé Necromon, il passe deux ans à vivre comme un ermite sénile sur la Cornish Coast. Merlyn le rappelle à son devoir, et Brian rejoint le Chevalier noir (Dane Whitman) pour combattre le démon. Le duo affronte ensuite Modred le Mystique (en) puis est transporté au Tournoi des champions, où Captain Britain est opposé au Chevalier arabe (en).
Héros vivant au Royaume-Uni, Captain Britain est amené à combattre diverses menaces provenant d'autres dimensions, comme Mad Jasper ou The Fury. Durant ses pérégrinations il rencontre la métamorphe Meggan.

### Leader d'Excalibur
Quand une partie des X-Men sont apparemment tués dans la ville de Dallas, les survivants Diablo, Kitty Pryde et Rachel Summers s'allient à Captain Britain et à Meggan pour former l'équipe Excalibur. Dès leur début, les héros affrontèrent les Technets.

### Roi de l'Outremonde
Après avoir stoppé une attaque de dragon, Captain Britain perd ses pouvoirs. Il quitte l'équipe pendant un temps et en profite pour épouser Meggan dans l'Outremonde.

### À la tête de New Excalibur
Lors des événements de House of M, Meggan s'est apparemment sacrifiée pour sauver les différentes réalités. Brian revient sur Terre. Il reprend son rôle de Captain Britain et forme une nouvelle équipe, New Excalibur, composée de Peter Wisdom, Sage, le Fléau, Dazzler et Nocturne.
Sa sœur Betsy (Psylocke) rejoint brièvement l'équipe et combat le Roi d'ombre. À la fin du combat, elle disparaît brusquement sans explication dans un flash de lumière, pour rejoindre les Exiles. Captain Britain pense alors qu'elle est morte.

## Famille
- Sir James Braddock (père, décédé)
- Lady Elizabeth Braddock (mère, décédé)
- Elizabeth « Betsy » Braddock (Psylocke, sœur), membre des X-Men.
- Jamie Braddock (en) (frère), qui possède le pouvoir de manipuler la réalité et croit que le monde réel n'est qu'un rêve.

## Pouvoirs et capacités
En complément de ses pouvoirs, Brian Braddock est un brillant scientifique, diplômé en physique.
- Ayant reçu le pouvoir mystique du royaume d'Avalon, Captain Britain possède une force et des réflexes surhumains. Capable de soulever plus de 90 tonnes, il est l'un des plus puissants héros de l'univers Marvel. Il possède aussi un champ de force défensif personnel.
- Il peut voler dans les airs à grande vitesse.
- Proche de sa sœur Psylocke, il est aussi insensible à ses pouvoirs d'attaque télépathique.

Avec Tony Stark (Iron Man), Brian Braddock est l'un des deux super-héros Marvel ayant un problème d'alcoolisme.

## Versions alternatives

### Les Captain Britain des réalités alternatives
Brian Braddock n'est pas le seul à avoir porté le costume Captain Britain sur la Terre-616. Chaque réalité alternative possède également son Captain Britain.

### Ultimate Captain Britain
Dans Ultimate Marvel, Captain Britain est un membre de l’« European Defense Initiative » qui est l'équivalent européen des Ultimates. Ses pouvoirs proviennent d'une combinaison conçue par son père, le professeur Sir James Braddock. Captain France, Captain Italy et Captain Spain, eux aussi membre de l’European Defense Initiative, possèdent les mêmes capacités.
Ils apparaissent pour la première fois aux côtés d'Iron Man pour secourir un sous-marin. Ils aident ensuite les Ultimates à appréhender Thor.

## Publications du personnage
La publication des aventures de Captain Britain a été très irrégulière :
- Captain Britain #1-39 (octobre 1976-juillet 1977). La série est en couleur jusqu'au numéro 24, puis en noir et blanc.
- Super Spider-Man and Captain Britain #231-253 (juillet-décembre 1977). La série, en noir et blanc, est hebdomadaire.
- Hulk #1-63 (mars 1979-mai 1980). La série, hebdomadaire et en noir et blanc, est intitulée The Black Knight ; Captain Britain est seulement l'allié de ce super-héros.
- Marvel Super Heroes #377-388 (septembre 1981-août 1982). Mensuel en noir et blanc.
- The Daredevils #1-11 (janvier-novembre 1983). Mensuel en noir et blanc.
- The Mighty World of Marvel #7-16 (décembre 1983-septembre 1984). Mensuel en noir et blanc.
- Captain Britain (vol. 2) #1-14 (janvier 1985-février 1986). Mensuel en noir et blanc.

Après cette dernière série, Captain Britain rejoint l'équipe Excalibur dans le comics Excalibur Special Edition #1 (1987), suivi de la série Excalibur (1988-1998).